# Szeroka

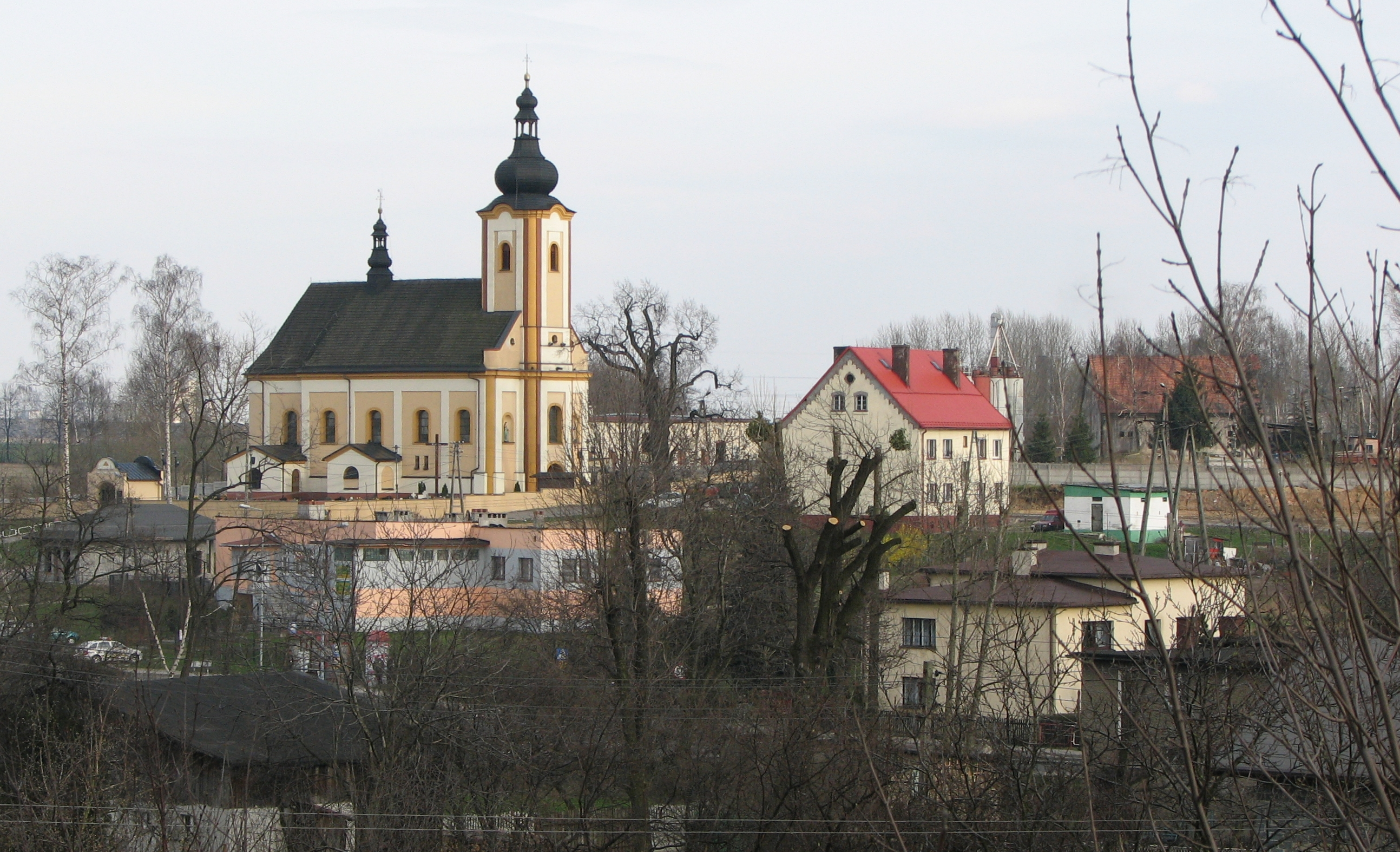
Nhà thờ các thánh nhìn từ xa

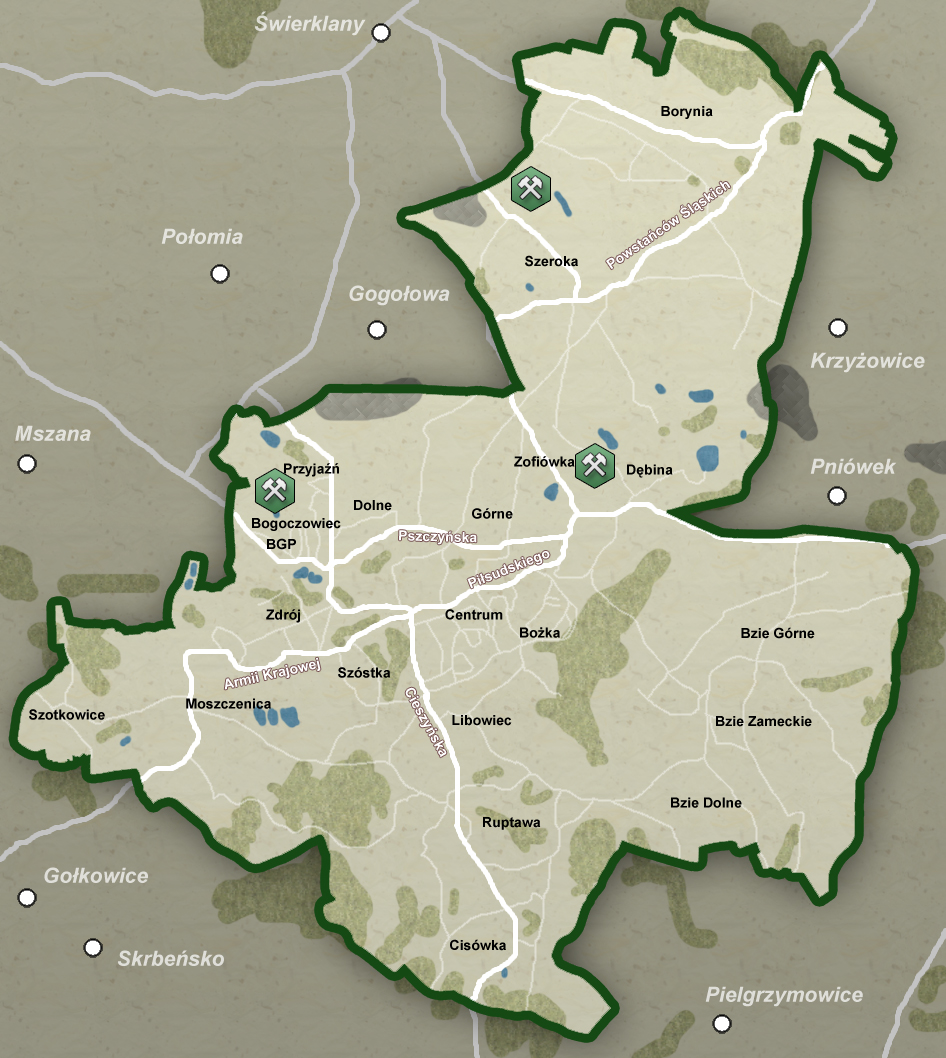
Bản đồ của Jastrzębie-Zdrój

Szeroka (tiếng Đức: Timmendorf) là một sołectwo của Jastrzębie-Zdrój, Silesian Voivodeship, 73 miền nam Ba Lan. Đó là một ngôi làng độc lập nhưng đã trở thành một phần hành chính của Jastrzębie-Zdrój vào năm 1975. Nó có diện tích na là 1026,64 ha và vào ngày 31 tháng 12 năm 2012, nó có 2.325 cư dân.

## Lịch sử
Ngôi làng được đề cập lần đầu tiên trong một tài liệu tiếng Latinh của Giáo phận Wrocław có tên Liber fundationis episcopatus Vratislaviensis từ khoảng năm 1305 như là một mục trong Syroka et in Gogolow debent esse LIII) mansi. Việc tạo ra ngôi làng là một phần của chiến dịch định cư lớn hơn diễn ra vào cuối thế kỷ 13 trên lãnh thổ của cái mà sau này được gọi là Thượng Silesia. Năm 1321 xuất hiện tên tiếng Đức của làng, Tymendorf, cuối cùng cái tên ấy phát triển thành Timmendorf.
Một giáo xứ Công giáo được thành lập vào những năm đầu của làng. Nó đã được đề cập trong sổ đăng ký thanh toán Pence của Phêrô từ năm 1447 trong số các giáo xứ Żory Deanery với tên gọi là Tunsdorff.
Về mặt chính trị, ngôi làng ban đầu thuộc về Lãnh địa Racibórz, bên trong khu vực Ba Lan bị chia cắt thời phong kiến. Năm 1327, lãnh địa trở thành một thái ấp của Vương quốc Bohemia. Trong những biến động chính trị do Matthias Corvinus gây ra, vùng đất xung quanh Pszczyna đã bị Casimir II, Công tước xứ Cieszyn, người đã bán nó vào năm 1517 cho các ông trùm Hungary của gia tộc Thurzó, tạo thành quốc gia Pless. Trong tài liệu bán hàng kèm theo ban hành ngày 21 tháng 2 năm 1517, ngôi làng được đề cập với tên gọi là Ssiroka. Vương quốc Bohemia năm 1526 trở thành một phần của chế độ quân chủ Habsburg. Trong Chiến tranh kế vị Áo, hầu hết Silesia đã bị vương quốc Phổ chinh phục, bao gồm cả ngôi làng. Sau Thế chiến I ở Thượng Silesia plebiscite, 620 cư dân đã bỏ phiếu ủng hộ việc gia nhập Ba Lan, so với 22 phiếu cho Đức. Nó trở thành một phần của Silesian Voivodeship, Cộng hòa Ba Lan thứ hai. Sau đó nó bị Đức Quốc xã thôn tính vào đầu Thế chiến II. Sau chiến tranh, nó đã được khôi phục lại Ba Lan.
Một mỏ than Borynia địa phương, thực sự nằm ở Szeroka nhưng được đặt tên theo Borynia, cuối cùng đã được khai trương vào năm 1971, khi Szeroka, Borynia và Skrzeczkowice thành lập một đô thị với một khu vực hành chính ở Borynia. Năm 1973, khu vực hành chính sau đó được chuyển đến Szeroka.
Năm 1975, cùng với Borynia và Skrzeczkowice, nó đã được Jastrzębie-Zdrój tiếp thu. Trong một cuộc trưng cầu dân ý địa phương được tổ chức vào năm 2000, cư dân của ba khu định cư này đã bỏ phiếu ủng hộ nơi đây ở lại trong thành phố.

## Con người
- Henryk Sławik, một chính trị gia người Ba Lan, được sinh ra ở đây (năm 1894)